# Lista de municípios de Badajoz
Esta é uma lista dos 164 municípios da província raiana espanhola de Badajoz na comunidade autónoma da Estremadura.

Mapa municipal

| Nome                      | Pop. (2002) |
| Acedera                   | 897         |
| Aceuchal                  | 5,344       |
| Ahillones                 | 1,158       |
| Alange                    | 2,038       |
| La Albuera                | 1,799       |
| Alburquerque              | 5,622       |
| Alconchel                 | 2,042       |
| Alconera                  | 737         |
| Aljucén                   | 260         |
| Almendral                 | 1,404       |
| Almendralejo              | 28,030      |
| Arroyo de San Serván      | 3,922       |
| Atalaya                   | 353         |
| Azuaga                    | 8,580       |
| Badajoz                   | 136,851     |
| Barcarrota                | 3,616       |
| Baterno                   | 389         |
| Benquerencia de la Serena | 980         |
| Berlanga                  | 2,637       |
| Bienvenida                | 2,350       |
| Bodonal de la Sierra      | 1,208       |
| Burguillos del Cerro      | 3,243       |
| Cabeza del Buey           | 5,957       |
| Cabeza la Vaca            | 1,610       |
| Calamonte                 | 6,136       |
| Calera de León            | 1,093       |
| Calzadilla de los Barros  | 855         |
| Campanario                | 5,723       |
| Campillo de Llerena       | 1,731       |
| Capilla                   | 212         |
| Carmonita                 | 639         |
| El Carrascalejo           | 75          |
| Casas de Don Pedro        | 1,737       |
| Casas de Reina            | 228         |
| Castilblanco              | 1,293       |
| Castuera                  | 6,989       |
| La Codosera               | 2,309       |
| Cordobilla de Lácara      | 1,026       |
| La Coronada               | 2,409       |
| Corte de Peleas           | 1,297       |
| Cristina                  | 548         |
| Cheles                    | 1,332       |
| Don Álvaro                | 668         |
| Don Benito                | 32,023      |
| Entrín Bajo               | 639         |
| Esparragalejo             | 1,532       |
| Esparragosa de la Serena  | 1,129       |
| Esparragosa de Lares      | 1,107       |
| Feria                     | 1,435       |
| Fregenal de la Sierra     | 5,295       |
| Fuenlabrada de los Montes | 2,046       |
| Fuente de Cantos          | 5,059       |
| Fuente del Arco           | 776         |
| Fuente del Maestre        | 6,819       |
| Fuentes de León           | 2,718       |
| Garbayuela                | 547         |
| Garlitos                  | 774         |
| La Garrovilla             | 2,599       |
| Granja de Torrehermosa    | 2,533       |
| Guareña                   | 7,383       |
| La Haba                   | 1,471       |
| Helechosa de los Montes   | 764         |
| Herrera del Duque         | 3,836       |
| Higuera de la Serena      | 1,208       |
| Higuera de Llerena        | 422         |
| Higuera de Vargas         | 2,194       |
| Higuera la Real           | 2,551       |
| Hinojosa del Valle        | 593         |
| Hornachos                 | 3,832       |
| Jerez de los Caballeros   | 9,613       |
| La Lapa                   | 315         |
| Lobón                     | 2,666       |
| Llera                     | 955         |
| Llerena                   | 5,549       |
| Magacela                  | 666         |
| Maguilla                  | 1,120       |
| Malcocinado               | 533         |
| Malpartida de la Serena   | 765         |
| Manchita                  | 754         |
| Medellín                  | 2,378       |
| Medina de las Torres      | 1,494       |
| Mengabril                 | 450         |
| Mérida                    | 50,780      |
| Mirandilla                | 1,358       |
| Monesterio                | 4,610       |
| Montemolín                | 1,652       |
| Monterrubio de la Serena  | 2,920       |
| Montijo                   | 15,453      |
| La Morera                 | 786         |
| La Nava de Santiago       | 1,146       |
| Navalvillar de Pela       | 4,870       |
| Nogales                   | 756         |
| Oliva de la Frontera      | 5,881       |
| Oliva de Mérida           | 1,963       |
| Olivenza                  | 10,762      |
| Orellana de la Sierra     | 340         |
| Orellana la Vieja         | 3,278       |
| Palomas                   | 726         |
| La Parra                  | 1,416       |
| Peñalsordo                | 1,463       |
| Peraleda del Zaucejo      | 634         |
| Puebla de Alcocer         | 1,414       |
| Puebla de la Calzada      | 5,527       |
| Puebla de la Reina        | 907         |
| Puebla de Obando          | 2,045       |
| Puebla de Sancho Pérez    | 2,891       |
| Puebla del Maestre        | 906         |
| Puebla del Prior          | 565         |
| Pueblonuevo del Guadiana  | 1,987       |
| Quintana de la Serena     | 5,150       |
| Reina                     | 217         |
| Rena                      | 657         |
| Retamal de Llerena        | 528         |
| Ribera del Fresno         | 3,398       |
| Risco                     | 219         |
| La Roca de la Sierra      | 1,590       |
| Salvaleón                 | 2,177       |
| Salvatierra de los Barros | 1,927       |
| San Pedro de Mérida       | 829         |
| San Vicente de Alcántara  | 5,908       |
| Sancti-Spíritus           | 287         |
| Santa Amalia              | 4,398       |
| Santa Marta               | 4,157       |
| Los Santos de Maimona     | 7,899       |
| Segura de León            | 2,297       |
| Siruela                   | 2,391       |
| Solana de los Barros      | 2,750       |
| Talarrubias               | 3,609       |
| Talavera la Real          | 5,255       |
| Táliga                    | 738         |
| Tamurejo                  | 276         |
| Torre de Miguel Sesmero   | 1,274       |
| Torremayor                | 1,044       |
| Torremejía                | 2,091       |
| Trasierra                 | 718         |
| Trujillanos               | 1,379       |
| Usagre                    | 2,072       |
| Valdecaballeros           | 1,384       |
| Valdelacalzada            | 2,599       |
| Valdetorres               | 1,379       |
| Valencia de las Torres    | 811         |
| Valencia del Mombuey      | 793         |
| Valencia del Ventoso      | 2,307       |
| Valverde de Burguillos    | 372         |
| Valverde de Leganés       | 3,804       |
| Valverde de Llerena       | 803         |
| Valverde de Mérida        | 1,138       |
| Valle de la Serena        | 1,532       |
| Valle de Matamoros        | 491         |
| Valle de Santa Ana        | 1,220       |
| Villafranca de los Barros | 12,568      |
| Villagarcía de la Torre   | 1,023       |
| Villagonzalo              | 1,410       |
| Villalba de los Barros    | 1,696       |
| Villanueva de la Serena   | 24,191      |
| Villanueva del Fresno     | 3,497       |
| Villar de Rena            | 1,627       |
| Villar del Rey            | 2,322       |
| Villarta de los Montes    | 645         |
| Zafra                     | 15,373      |
| Zahínos                   | 3,026       |
| Zalamea de la Serena      | 4,554       |
| La Zarza                  | 3,619       |
| Zarza-Capilla             | 483         |